# Las Guías
Las Guías è un comune (corregimiento) della Repubblica di Panama situato nel distretto di Calobre, provincia di Veraguas. Si estende su una superficie di 93 km² e conta una popolazione di 1.712 abitanti (censimento 2010).